# Isla Tortuga (Guinea Ecuatorial)
Isla Tortuga (también conocida como Islote Tortuga) es una pequeña isla en el Océano Atlántico, que administrativamente está incluida en la Provincia de Annobón, en la Región Insular, del país africano de Guinea Ecuatorial. La localidad más cercana es San Antonio de Palé en la cercana Isla de Annobón. Al sur de la Isla Tortuga además se encuentra el Islote Pirámide (Ye cuín). Sus coordenadas geográficas son
01°24′08″S 5°39′24″E / -1.40222, 5.65667.